# Fortunatus Cavallo
Fortunatus Cavallo (* 1738 bei Augsburg; † 1801 in Regensburg), auch Fortunat Ferdinand Cavallo, war ein deutscher Kapellmeister und Komponist.

## Wirken
Der Kirchenmusiker war ein Schüler von Joseph Riepel und Johann Andreas Joseph Giulini und wirkte vor allem in der Gegend um Regensburg, wo er von 1769 bis 1801 das Amt des Domkapellmeisters innehatte. Die Nachfolge als Domkapellmeister trat sein Sohn Wenzeslaus Cavallo an. Fortunatus Cavallo war bis 1994 der letzte Domkapellmeister, der nicht zum Klerus gehörte.
Sein Werk umfasst zahlreiche Messen, Sinfonien und Kammermusik und andere Werke, die Johann Georg Mettenleiter erwähnt, ohne Quellen zu nennen.